# Peristedion nierstraszi
Peristedion nierstraszi är en fiskart som beskrevs av Weber, 1913. Peristedion nierstraszi ingår i släktet Peristedion och familjen Peristediidae. Inga underarter finns listade i Catalogue of Life.